# Azelene Kaingang
Azelene Kring Inácio Kaingang (Água Santa, 1965) é uma socióloga e líder indígena brasileira da etnia caingangue. 

## Biografia
Nasceu na Terra Indígena Carreteiro, no município de Água Santa, no estado do Rio Grande do Sul. Formou-se em sociologia pela Pontifícia Universidade Católica do Paraná e, em seguida, ingressou no mestrado em dinâmicas sociais e políticas regionais da Universidade de Chapecó.
Tornou-se servidora da Fundação Nacional do Índio (FUNAI) em 1994 e, atualmente, ocupa o cargo de Diretora de Proteção Territorial do órgão. Integrou o Conselho Nacional de Segurança Alimentar e Nutricional, o  Conselho Nacional de Promoção da Igualdade Racial, o Conselho Nacional de Combate à Discriminação e a Comissão Nacional de Educação Escolar Indígena. Participou da redação da Declaração das Nações Unidas sobre os Direitos dos Povos Indígenas entre 2003 e 2007. Participou da Reunião de Negociações para a Busca de Consensos entre Estados e Povos Indígenas da Organização dos Estados Americanos.
Em 2006 ganhou o Prêmio Nacional dos Direitos Humanos da Presidência da República. É fundadora e membro da Comissão Nacional das Mulheres Indígenas e do Warã Instituto Indígena Brasileiro. Em 2 de dezembro de 2010, recebeu a Comenda da Ordem do Mérito Cultural 2010, no Teatro Municipal do Rio de Janeiro, das mãos do presidente Luiz Inácio Lula da Silva, por sua luta pelos direitos dos índios brasileiros.
Em maio de 2011 foi impedida pela FUNAI de participar da décima edição do Fórum Permanente da Organização das Nações Unidas sobre Questões Indígenas que seria realizado na cidade de Nova Iorque, nos Estados Unidos. A fundação, da qual Azelene é funcionária, temia que ela denunciasse a falta de participação indígena na decisão da construção da Usina Hidrelétrica de Belo Monte.
Em 2019, foi exonerada do cargo de diretora de Proteção Territorial da Funai pelo ministro Sergio Moro.